# Юго-Западная железная дорога
Юго-За́падная желе́зная доро́га (укр. Південно-Західна залізниця) — региональный филиал АО «Украинская железная дорога».
Управление железной дороги расположено в столице Украины — городе Киеве. Начальник — Бевз Григорий Анатольевич. Железнодорожная сеть дороги расположена в северных и северо-западных регионах Украины. Название «Юго-Западная» сохранилось с дореволюционных и советских времён по направлению расположения относительно Москвы.

## География
Линии ЦЖД в основном проходит по территории Киевской, Винницкой, Житомирской, Черниговской, Сумской, Хмельницкой и частично в районах Ровненской, Черновицкой, Черкасской, Полтавской и Тернопольской областей, а также по Гомельской области Белоруссии — участок между станциями Неданчичи и Семиходы, который является частью участка Чернигов — Овруч
Районы, которые обслуживает железная дорога, расположены в пределах полесской и лесостепной зон Украины. Северная часть полотна, приблизительно по линии Шепетовка — Житомир — Киев — Нежин — Бахмач, находится в границах Полесья; Южная — в лесостепной зоне. В районе размещения железной дороги проживает примерно 11 000 000 человек.
Железная дорога граничит с соседними железными дорогами:
- Московской (станции Зёрново, Ворожба (движение закрыто в 2022 и 2015 году соответственно), Волфино (движение закрыто в 2015 году), Чигинок (дорога через границу разобрана), Семёновка (дорога через границу разобрана), Эсмань (дорога через границу разобрана));
- Белорусской (станции Хоробичи, Горностаевка, Выступовичи (движение по всем границам с Белорусской железной дорогой закрыто в 2022 году));

(примечание: движение между вышеупомянутыми железными дорогами приостановлено впоследствии российского вторжения на Украину)
- Львовской (станции Олевск, Ивачково, Лепесовка, Волочиск, Закупное, Ленковцы);
- Молдавской (ст. Могилёв-Подольский);
- Одесской (станции Журавлёвка, Гайсин, Погребище-1, Мироновка);
- Харьковской (станции Марьяновка, Нежин, Бахмач-Киевский, Бахмач-Гомельский, Ворожба.

## Характеристика
Общая эксплуатационная протяжность железной дороги — 4 668 километров.
Развернутая длина главных путей составляет 6 438,1 км. Юго-Западная железная дорога занимает второе место по объёму перевозок среди шести железных дорог Украины. В общем объёме грузовых перевозок Украины каждая шестая тонна приходится на ЮЗЖД. Около трети от общего объёма пассажиропотока Украины обеспечивается железнодорожниками Юго-западной железной дороги, в том числе значительная часть международных перевозок. Электротягой выполняется 93,3 % всех перевозок грузов и пассажиров.
Эксплуатационную работу железной дороги осуществляют пять дирекций по железнодорожным перевозкам — Киевская, Казатинская, Жмеринская, Коростенская, Конотопская.

## История

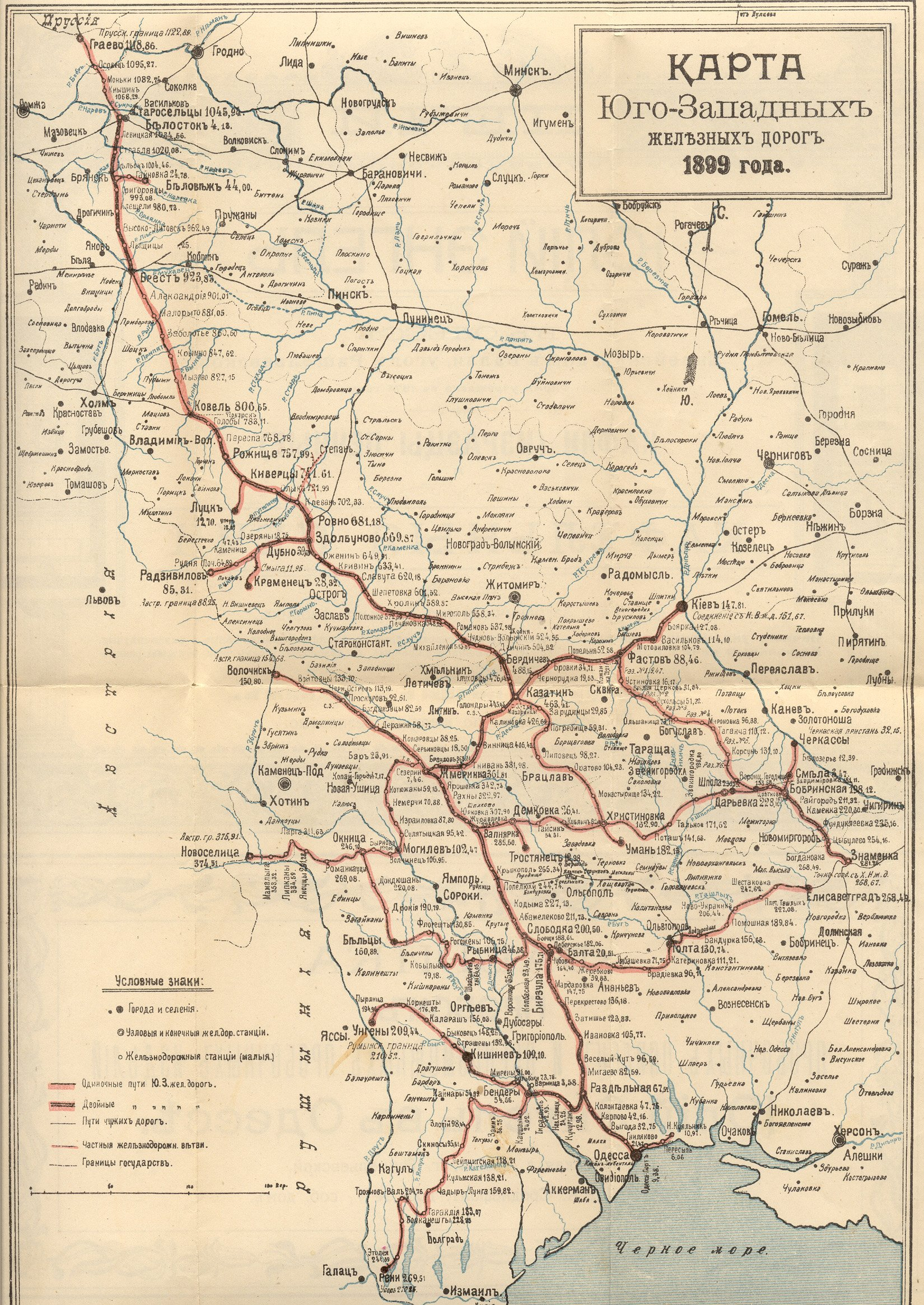
Юго-Западная железная дорога (1899 г.)

Начало строительства железных дорог на Юго-Западе России началось в 1860-е, когда возникла необходимость соединения Одесского порта и юго-западных границ Российской империи с центральными областями государства.
Третью в Новороссии и Бессарабии железную дорогу Одесса — Балта, протяженностью 293 километра, строили за казённый счет около трёх лет (1862—1865). Руководил этими работами камергер барон Унгерн-Штернберг под надзором и контролем генерал-адъютанта П. Е. Коцебу Новороссийского и Бессарабского генерал-губернатора и командующего войсками Одесского военного округа. В качестве рабочей силы для казённой железной дороги использовались каторжники и солдаты из штрафных команд, что было характерно для порядков, существовавших в Российской империи в то время.
В мае 1868 года приступили к строительству Киево-Балтской железной дороги, как продолжение линии Одесса — Балта. Движение поездов на этой линии было открыто в 1870 году. В этом же году дорога продана в частные руки — Обществу Киево-Брестской железной дороги и Обществу Одесской железной дороги.
В 1872—1873 годах была построена Бресто-Граевская железная дорога. В 1870—1876 годах были построены участки Жмеринка — Волочиск, Бердичев — Старый Кривин.
В 1880 году было образовано «акционерное общество Юго-Западных железных дорог», в состав которых вошли Одесская, Киево-Брестская и Бресто-Граевская дороги. Все линии Юго-Западных железных дорог были разделены на пять самостоятельных участков с центральным управлением, председателем которого был назначен А. П. Бородин. Однако он отказался в тот год от этой должности и в течение 10 лет работал главным инженером службы подвижного состава, тяги и мастерских Юго-Западных железных дорог. Только в 1889 году он согласился стать управляющим, сменив на этой должности С. Ю. Витте, до 1896 года.
В 1890—1897 годах построены участки Жмеринка — Могилёв-Подольский, Казатин — Умань, Христиновка — Шпола, Бердичев — Житомир. С 1 января 1897 года к Юго-Западным железным дорогам присоединена Фастовская линия (Фастов — Знаменка с ветвями), построенная на средства частного общества в 1876 году, а с 6 октября 1902 года — Волынская линия (линия Киев — Коростень), сооруженная по распоряжению правительства.
В 1883 году присоединена убыточная и незавершенная Бендеро-Галицкая линия протяжённостью 293,5 км.
В 1913 году развернутая длина главных путей составляла 3906 вёрст, в том числе 1349 вёрст в — два пути. Подвижной состав насчитывал 1480 паровозов, 31 809 товарных и 1650 пассажирских вагонов. В управление Юго-западной железной дороги входили службы пути, тяги, движения, телеграфа, коммерческой, собраний и материальной. Кроме того, были ещё канцелярия начальника железной дороги, бухгалтерия, учебный отдел и врачебная служба.
После распада СССР были демонтированы некоторые участки через границу, где не был организован пункт пограничного контроля: Семёновка — Климов, Чигинок — Витемля, Эсмань — Локоть. Также были разобраны некоторые тупиковые линии. В 2015 году было полностью прекращено движение на участках Ворожба — Тёткино и Глушково — Волфино.
В 2017 году в рамках декоммунизации на Украине министр инфраструктуры поручил изменить названия ряда морских портов и железнодорожных объектов, имеющих географическую привязку со времён Российской империи и СССР. В частности, должны быть переименованы Южная и Юго-Западная железные дороги, которые находятся не на юге, а на севере и в центре страны.
В августе 2020 года вблизи госграницы в Житомирской области под составом с 64 вагонами горюче-смазочных материалов из Белоруссии взорвана бомба. Повреждено полотно, жертв нет.
10 марта 2023 года на фоне вторжения России на Украину и дерусификации в стране, был проведён опрос в приложении «Дія». Из предложенных вариантов наибольшее количество голосов набрал «Центральная железная дорога». Этот вариант подвергся критике по той причине, что дорога охватывает север, северо-восток и юго-запад страны, а также в связи с предложениями привести все названия железных дорог Украины к единообразию — по городам, в которых находятся их управления: Львовская, Одесская, Донецкая и т.д.